# Твардово (Шамотульський повіт)
Твардово (пол. Twardowo) — село в Польщі, у гміні Шамотули Шамотульського повіту Великопольського воєводства.
У 1975-1998 роках село належало до Познанського воєводства.